# 异鳞薹草
异鳞薹草（学名：Carex heterolepis）是莎草科薹草属的植物。分布于日本、朝鲜以及中国大陆的内蒙古、河北、山东、江西、吉林、山西、陕西、辽宁、湖北、黑龙江等地，生长于海拔550米至1,900米的地区，多生长在沼泽地以及水边，目前尚未由人工引种栽培。

## 异名
- Carex heterolepis Bunge var. obtegens Kuekenth.